# Tosso Leeb
Tosso Leeb (* 16. November 1967 in Füssen) ist ein deutsch-schweizerischer Biochemiker und Genetiker.

## Leben
Leeb wuchs in Hohenschwangau auf und legte 1986 sein Abitur am dortigen Gymnasium ab. Nach Ableisten des Wehrdiensts studierte er Chemie an der Ludwig-Maximilians-Universität München. 1995 wurde er zum Dr. rer. nat. in Biochemie promoviert. Im Anschluss an ein Postdoktorat am University of Texas Health Science Center at San Antonio wechselte Leeb an die Georg-August Universität Göttingen, wo er sich 1999 habilitierte. Im selben Jahr nahm er einen Ruf auf die Professur für Molekulare Veterinärgenetik an der Tierärztlichen Hochschule Hannover an. Seit 2005 ist er ordentlicher Professor für Veterinärmedizinische Genetik und Tierzucht sowie Direktor des Instituts für Genetik an der Vetsuisse-Fakultät der Universität Bern.

## Forschungstätigkeit
Leeb forscht zur Genetik von Erbkrankheiten und anderen erblichen Merkmalen bei Haustieren. Im Zentrum steht dabei die Aufklärung der molekulargenetischen Veränderungen, die für erbliche Merkmale verantwortlich sind. Leeb leistete Pionierarbeit bei der Einführung moderner experimenteller Methoden in die veterinärmedizinische Genetik. Leeb und seine Arbeitsgruppe konnten bereits weit über 100 ursächliche DNA-Varianten aufklären, die für Erbkrankheiten bei Hunden, Katzen, Pferden oder Rindern verantwortlich sind. Die Forschungsergebnisse sind die Grundlage von gendiagnostischen Verfahren («Gentests»), mit denen sich diese Erkrankungen auf züchterischen Weg wirksam bekämpfen lassen und die Tiergesundheit gefördert werden kann. Leeb ist ein international gefragter Spezialist für die Erforschung von erblichen Hauterkrankungen. Seine Arbeiten an Haustieren liefern dabei auch grundlegende Erkenntnisse für die biomedizinische Forschung. Die Bedeutung seiner Forschung wurde durch die Verleihung von zahlreichen Preisen, auch aus dem Bereich der Humanmedizin, gewürdigt.
Neben den Arbeiten zu Erbkrankheiten untersucht Leeb insbesondere die Genetik der Farbvererbung bei verschiedenen Tierarten. Bei Pferden identifizierte seine Arbeitsgruppe zahlreiche genetische Varianten, die einerseits zu vollständig oder teilweise fehlender Pigmentierung und damit zu weissen oder weiss gefleckten Pferden führen. Mehrere dieser Farbvarianten sind andererseits gleichzeitig auch mit unerwünschten Folgen für die Gesundheit verbunden, wie z. B. einem erhöhten Risiko für Taubheit. Weitere wichtige Arbeiten widmeten sich der Vererbung von bestimmten Farbmustern, etwa bei Ziegen oder Hunden.
Leeb ist an mehreren internationalen Kooperationsprojekten beteiligt, um Forschungsgrundlagen zu schaffen. So war er an der Entschlüsselung des Pferdegenoms beteiligt und ist aktuell Mitglied in verschiedenen globalen Konsortien zur Genomforschung bei verschiedenen Tierarten. Er ist Autor von über 450 wissenschaftlichen Publikationen (Stand Juli 2025).
Leeb ist Kurator bei der  OMIA-Datenbank, in der Informationen zu erblichen Merkmalen bei Tieren aufbereitet und zusammengefasst werden. Mehrere von Leeb betreute Personen wurden auf Professuren in der Veterinärmedizin berufen, u. a. Cord Drögemüller und Bianca Waud (geb. Haase).

## Auszeichnungen
- 2009 Ordentliches Mitglied der Deutschen Akademie der Naturforscher Leopoldina
- 2014 Forschungspreis der Alexander-von-Humboldt-Stiftung[17]
- 2019 Prof. U.W. Schnyder-Poster-Preis für Genodermatosen
- 2020 International Canine Health Award[18]
- 2020 Ulmer Dermatologie-Preis[19]
- 2022 George Fleming Prize
- 2022 Journal of Comparative Pathology Educational Trust ESVP/ECVP Keynote Lecturer Award and Medal

## Publikationen (Auswahl)
- Drögemüller C, Distl O, Leeb T (2001) Partial deletion of the bovine ED1 gene causes anhidrotic ectodermal dysplasia in cattle. Genome Res 11:1699-1705.[7]
- Drögemüller C, Karlsson EK, Hytönen MK, ... Leeb T (2008) A mutation in hairless dogs implicates FOXI3 in ectodermal development. Science 321:1462.[8]
- Hauswirth R, Haase B, Blatter M, … Leeb T (2012) Mutations in MITF and PAX3 cause "splashed white" and other white spotting phenotypes in horses. PLoS Genet 8:e1002653.[9]
- Bauer A, Waluk DP, Galichet A, … Leeb T (2017) A de novo variant in the ASPRV1 gene in a dog with ichthyosis. PLoS Genet 13:e1006651.[10]
- Henkel J, Saif R, Jagannathan V, … Leeb T (2019) Selection signatures in goats reveal copy number variants underlying breed-defining coat color phenotypes. PLoS Genet 15:e1008536.[13]
- Leeb T, Leuthard F, Jagannathan V … Casal ML (2020) A missense variant affecting the C-terminal tail of UNC93B1 in dogs with exfoliative cutaneous lupus erythematosus (ECLE). Genes (Basel) 11:159.[11]
- Bannasch DL, Kaelin CB, … Barsh GS, Leeb T (2021) Dog colour patterns explained by modular promoters of ancient canid origin. Nat Ecol Evol 5:1415-1423.[14]
- Leeb T, Roosje P, Welle M (2022) Genetics of inherited skin disorders in dogs. Vet J 279:105782.[12]
- Leeb T, Bannasch D, Schoenebeck JJ (2023) Identification of genetic risk factors for monogenic and complex canine diseases. Annu Rev Anim Biosci 11:183-205.[6]